# Шрёдер, Патриция
Патриция Нелл Скотт Шрёдер (30 июля 1940, Портленд, Орегон, США — 13 марта 2023, Селебрейшн, Осеола, Флорида, США) — американская женщина-политик, которая представляла Колорадо в Палате представителей Соединенных Штатов с 1973 по 1997 год. Патрисия Шрёдер была первой женщиной, избранной в палату представителей США от Колорадо.

## Биография
Родилась в Портленде, штат Орегон. Она переехала в Де-Мойн, штат Айова в детстве. После окончания средней школы в 1958 году покинула Де-Мойн и поступила в Университет Миннесоты. В 1961 году она получила степень бакалавра, а в 1964 году получила юридическое образование в Гарварде. Переехав в Денвер, она работала в Национальном совете по трудовым отношениям с 1964 по 1966 год.
В 1972 году Патрисия Шрёдер выиграла выборы в Конгресс. И следующие 11 выборов она переизбиралась. Она работала в комитете по военной службе. Также работала в комитете по детству, юности и по семье.
Возглавляла президентскую кампанию по выборам 1988 году Гари Харта, после его выхода из гонки проводила свою собственную кампанию. 28 сентября 1987 года она решила выйти из президентской гонки. В 1 выпуске Вечерней молодёжной программе ЦТ СССР были даны соцопросы, согласно которым против кандидатуры Шрёдер выступают замужние белые женщины старше 60 лет.
В 1996 году она решила покинуть палату представителей. Её преемником стала Диана ДеГетт, соратница-демократ. На своей прощальной пресс-конференции она пошутила о «проведении 24 лет в федеральном учреждении» и назвала свои мемуары 1998 года «24 года домашней работы … и место все еще в беспорядке».
11 лет она работала президентом ассоциации американских издателей.
После 2000 года Шрёдер и ее муж переехали в местечко Селебрейшн штат Флорида, активно помогает кандидатам от демократической партии.
Патрисия Шрёдер была записана в Национальном женском зале славы в 1995 году.
Скончалась 13 марта 2023 года от осложнений инсульта в больнице Селебрейшн, Флорида, на 82-м году жизни.